# Le Figaro
Le Figaro là một tờ báo của Pháp được sáng lập năm 1826 dưới triều đại của vua Charles X. Đây là nhật báo lâu đời nhất tại Pháp vẫn còn tồn tại cho đến ngày nay. Le Figaro được đặt theo tên của Figaro, một nhân vật trong truyện của Beaumarchais.
Tòa soạn báo đặt ở số 14, đại lộ Haussmann, ở quận 9 của Paris. Le Figaro là một thành viên của Socpresse,hội báo chí đầu tiên tại Pháp (chủ tịch của hội là Serge Dassault, nhà tư bản công nghiệp, đồng thời cũng là thượng nghị sĩ- thị trưởng của thị trấn Corbeil-Essonnes. Nhìn chung thì đây là một tờ báo có khuynh hướng chính trị theo hướng cánh hữu hoặc trung hữu.

## Lịch sử của Le Figaro
- 1826: Một tuần báo châm biếm được sáng lập ngày 15 tháng 1 tại Paris bởi nhà biên kịch Maurice Alhoy và nhà văn và đồng thời cũng là chính trị gia Étienne Arago. Tờ báo thuở sơ khai gồm 4 trang với cỡ chữ nhỏ, thường xuyên bị gián đoạn trong quá trình in ấn và phát hành. Năm 1830 tờ báo có nhiều bài đả kích Polignac, tạo nên một biểu tượng tinh thần đơn giản của cuộc cách mạng tháng Bảy. Chính chủ bút của tờ báo Victor Bohain cũng kiếm được một ghế trong tòa thị chính. Tuy vậy, tờ báo vẫn giữ được sự độc lập về tư tưởng. Sau đó, dưới sự dẫn dắt của Henri de Latouche, tờ báo hướng ngòi bút phê bình của mình về phía chế độ Quân chủ tháng Bảy.
- Tháng một năm 1832 Le Figaro được mua lại bởi giới chức cầm quyền nhằm chống lại làn sóng châm biếm phát động bởi tờ La Caricature. Sau sự kiện này, tờ Le Figaro vì thế mà mất đi tinh thần chấm biếm vốn có của mình.
- Cuối năm 1833 Tờ báo bị ngừng phát hành đến tận năm 1854.